# 滋野善根
滋野 善根（しげの の よしね）は、平安時代初期から前期にかけての貴族。官位は従四位下・少納言。

## 経歴
文徳朝の仁寿4年（854年）従五位下に叙爵する。斉衡3年（856年）2月に中務少輔に任ぜられるが、7月には肥前守として地方官に転じる。その後、天安元年（857年）11月に河内権守、天安2年（858年）正月に河内守に遷っている。
清和朝に入ると、天安3年（859年）宮内少輔、貞観3年（861年）民部少輔と京官を務めるが、貞観4年（862年）美濃守として再び地方官に転じる。貞観9年（867年）大判事に遷ると、貞観10年（868年）従五位上・大蔵少輔に叙任されるなど、清和朝中盤は京官を務めるが、貞観12年（870年）信濃守とみたび地方官に遷った。
陽成朝では少納言兼侍従として天皇の身近に仕え、元慶3年（879年）正五位下、元慶7年（883年）従四位下と昇進を果たしている。

## 官歴
『六国史』による。
- 時期不詳：正六位上
- 仁寿4年（854年） 正月7日：従五位下
- 斉衡3年（856年） 2月8日：中務少輔。7月13日：肥前守
- 天安元年（857年） 11月27日：河内権守
- 天安2年（858年） 正月16日：河内守
- 天安3年（859年） 2月13日：宮内少輔
- 貞観3年（861年） 正月13日：民部少輔
- 貞観4年（862年） 正月13日：美濃守。12月20日：美濃守（本官起之）
- 貞観8年（866年） 12月29日：次侍従
- 貞観9年（867年） 9月16日：大判事
- 貞観10年（868年） 正月7日：従五位上。正月16日：大蔵少輔
- 貞観12年（870年） 正月25日：信濃守
- 時期不詳：少納言。侍従
- 元慶3年（879年） 11月25日：正五位下
- 元慶7年（883年） 正月7日：従四位下